# Діти безмежжя
Діти Безмежжя – науково-фантастичний роман українського письменника, футуролога, громадського активіста Олеся Бердника, надрукований видавництвом «Дніпро» у 1964 році.

## Сюжет
Події роману розгортаються в далекому майбутньому. Перша книга (Драма Безодні) починається   дискусією щодо ймовірності інопланетного життя та єдності у Всесвіті, що зав’язалася у будинку відпочинку на березі Дніпра між відпочиваючими вченими, студентами та гостем – американським кореспондентом. Згодом, один з відпочиваючих вчених пропонує експеримент – подорож у часі. При цьому, за допомогою сконструйованої ним та його помічниками  машиною часу можна подорожувати у минуле та майбутнє подумки. Цікавий експеримент захоплює відпочиваючих та гостей. І завдяки своєї участі у подорожі часом, американський кореспондент позбувається власної фобії – боязні майбутньої атомної війни. Всі, хто брав участь в експерименті, бачили у майбутньому тільки прогрес та розвиток людства. 
А через деякий час його учасники, Іван Заграва та Марія Райдуга, відправляються в космічну експедицію до зірки Тау Кіта. На Усо, одній з планет сузір’я, їх зорельот потрапляє в аварію та вони виявляються у різних кутках планети. Проте кожен з них допомагає тубільцям, передаючи знання та досвід людства. Врешті-решт Іван та Марія знаходять один одного і повертаються на Землю.
У другій книзі роману (Сходи Вічності), земний зорельот потрапляє в аварію на Плутоні. Космонавт на ім’я Буревій залишається сам на сам з природою чужої планети та у своїх думках сподівається на допомогу. Невдовзі він бачить жіночу постать, яка звертається до нього і повідомляє про скору допомогу. А невдовзі за Буревієм прилітає космічний корабель. Після повернення на Землю він починає працювати в Інституті Думки, де знайомиться із Ріоною, працівником інституту. Як виявилось, саме вона почула думки Буревія про аварію та передала інформацію до Космоцентру. Буревій разом з Ріоною працюють над вивченням психічної енергії та створенням «психодвійників», які, за розрахунками вчених, здатні долати неосяжні відстані, і, таким чином, думка має з’єднати Безмежжя. 
В подальшому, продовжуючи експерименти, Буревій та Ріона об’єднаною свідомістю створюють єдиного «психодвійника», успішно досліджують Полум’яний Світ Сонця, де зустрічають Сонячного Брата та відчувають його дружню енергію. Але свідомість «психодвійника» не витримує напруження Сонячного Світу і повертається на Землю.
Тим часом у сьомій Вищий Школі учні, яким в майбутньому належить представляти Землю в інших світах, готуються до Іспиту на Людину. Їх вчитель проводить експеримент, щоб показати їм інші виміри. Під час дослідження нижчого виміру, Чорний Змій, одна з його істот, цілить вчителю в серце. Та вчителя рятує один з учнів, Ясноцвіт, приймаючи удар Змія на себе.
Його доставляють до Інституту Енергії Серця та починають шукати психодонорів.  Ясноцвіта рятує Зоря, дівчина, яка працювала на Місяці, але відчула небезпеку на Землі та терміново звернулась до Інституту. 
В подальшому, разом із іншими учнями, Зоря успішно витримує Іспит.  Після цього, вона разом із Ясноцвітом готується до навчання в Інституті Думки для подальшої подорожі до Тау-Кіта, де мешканці планети Усо, яким свого часу вказали шлях розвитку Іван Заграва та Марія Райдуга, потребують на допомогу. 

## Сприйняття
Як зазначив у своїй статті кандидат філологічних наук Олександр Кіхно, «Діти Безмежжя – підсумок і вершина першого періоду творчості Олеся Бердника… Своєрідна й унікальна в європейській літературі ХХ сторіччя інтерпретація платонівської легенди про космічні половини, про об’єднання чоловіка і жінки в один організм».
На думку кандидата філологічних наук Світлани Олійник: «роман висвітлює одне з концептуальних положень авторського бачення розвитку людини».